# Relaciones Benín-México
Las naciones de Benín y México establecieron relaciones diplomáticas en 1975. Ambas naciones son miembros de las Naciones Unidas.

## Historia

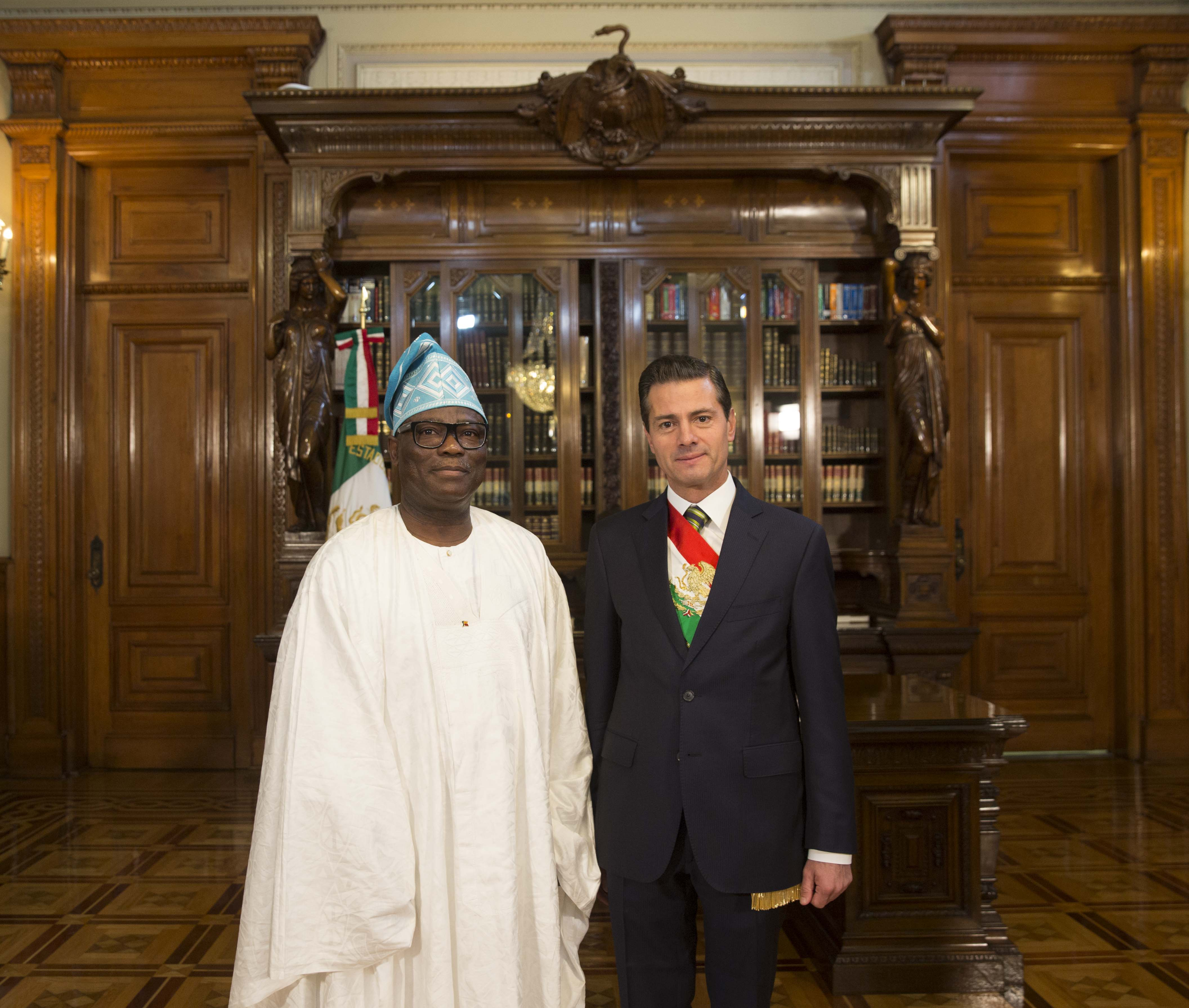
El embajador de Benín no-residente, Hector Sedozan Ruffin Festus Posset, con el presidente mexicano Enrique Peña Nieto en la Ciudad de México, octubre de 2018.

Benín y México establecieron relaciones diplomáticas en 1975. Los vínculos políticos con Benín registraron un avance significativo a partir de la primera visita a México del ministro de Relaciones Exteriores de Benín, Jean-Marie Ehouzou, en septiembre de 2009. La Canciller de México se comprometió a nombrar a un embajador concurrente, por lo que en junio de 2012 se acreditó al Embajador de México ante Nigeria como concurrente ante Benín.
En junio de 2012 durante la Cumbre del G-20 de Los Cabos, el presidente mexicano, Felipe Calderón, sostuvo una reunión con el presidente de Benín (y el entonces Presidente en turno de la Unión Africana), Yayi Boni. Se trató de la primera visita de un mandatario de Benín a México. Ambos Jefes de Estado convinieron reforzar el diálogo político y la cooperación e intercambiaron puntos de vista sobre temas regionales. Asimismo, coincidieron en que la Cumbre de Líderes del G20 se vio enriquecida por la participación de África.
En el transcurso del primer semestre de 2012, el ministro de Asuntos Exteriores de Benín, Nassirou Bako Arifari, visitó en tres oportunidades México: en su calidad de Presidente del Consejo Ejecutivo de la Unión Africana acudió a la Reunión Informal de Ministros de Exteriores del G20 en Los Cabos, en febrero de 2012; para reunirse con la Subsecretaria de Relaciones Exteriores y Sherpa de México para el G20, Embajadora Lourdes Aranda Bezaury en la Ciudad de México en abril de 2012; y en su calidad de Presidente del Consejo Ejecutivo de la Unión Africana, para asistir a la Cumbre del G-20 en Los Cabos, en junio de 2012.

## Acuerdos bilaterales
Ambos naciones han firmado algunos acuerdos bilaterales como un Memorándum de Entendimiento para el Establecimiento de un Mecanismo de Consultas en Temas de Interés Mutuo (2009); Acuerdo para la Supresión de Visas en Pasaportes Diplomáticos (2009); y un Memorándum de Entendimiento para el Establecimiento de un Mecanismo de Consultas en Materias de Interés Mutuo (2009).

## Misiones Diplomáticas
- Benín está acreditado ante México a través de su embajada en Washington D. C., Estados Unidos.[3]
- México está acreditado ante Benín a través de su embajada en Abuya, Nigeria.[4]